# Banham
Banham is een civil parish in het bestuurlijke gebied Breckland, in het Engelse graafschap Norfolk met 1481 inwoners.

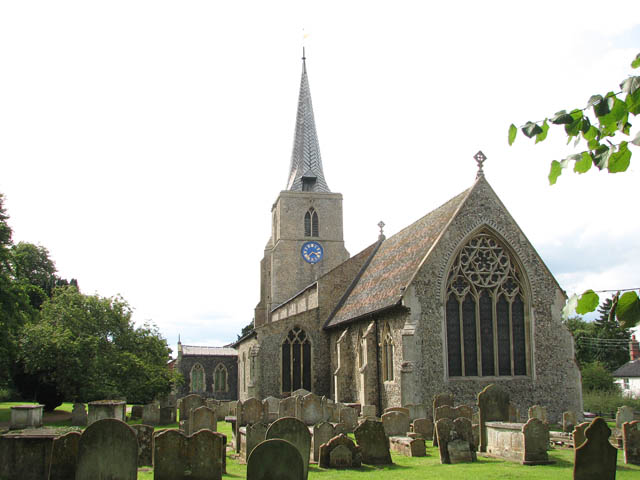
Kerk van St. Mary